# Kasteel van Schendelbeke
Het Kasteel van Schendelbeke was een kasteel in de tot de Oost-Vlaamse gemeente Geraardsbergen behorende plaats Schendelbeke, gelegen aan de Pijlekaartstraat.

## Geschiedenis
In 1243 werd voor het eerst melding gemaakt van een kasteel op deze plaats dat vermoedelijk uit de 11e of 12e eeuw stamde. Omstreeks 1300 werd door Jan Ghellinck I een nieuw kasteel gebouwd dan wel het oorspronkelijke kasteel ingrijpend herbouwd. Zijn opvolger, Jan Ghellinck II, stierf kinderloos in 1333 en liet het kasteel na aan de priester Jehan Ergot. In 1336 werd het gekocht door de graaf van Vlaanderen die het kasteel inzette als verdediging (langs de Dender) tegen het hertogdom Brabant. In 1381 werd het kasteel door de Gentenaars, tijdens de Gentse opstand, afgebrand. In 1452 werd het kasteel, tijdens een nieuwe Gentse Opstand, opnieuw door de Gentenaren ingenomen als steunpunt om van daar uit tegen de troepen van Filips de Goede te strijden. Deze troepen, onder bevel van Jean de Croÿ, beschoten het kasteel in 1453 met donderbussen soe dat sy de torren ende de muren t’allen zyden doorschoten. Het kasteel werd binnen enkele dagen ingenomen en werd gesloopt terwijl de krijgsgevangenen ter dood gebracht werden.
In 1974 werd enig archeologisch onderzoek op deze site uitgevoerd en in de jaren '90 van de 20e eeuw werd een meer volledig onderzoek verricht. De meeste vondsten die aan het licht kwamen dateerden van de 14e en de 15e eeuw, tot en met 1453.